# Qualificações para o Campeonato Europeu Sub-21 de 2019 (Grupo 4)
O Grupo 4 das qualificações para o Campeonato Europeu de Futebol Sub-21 de 2019 é formado por: Andorra, Escócia, Inglaterra, Letónia, Países Baixos e Ucrânia.
O vencedor do grupo se qualifica automaticamente para o Campeonato Europeu Sub-21 de 2019. Os quatro melhores segundos colocados avançam para a disputa de play-offs.

## Classificação
| Pos | Seleção       | Pts | J  | V | E | D | GP | GC | SG  |
| --- | ------------- | --- | -- | - | - | - | -- | -- | --- |
| 1   | Inglaterra    | 26  | 10 | 8 | 2 | 0 | 23 | 4  | +19 |
| 2   | Países Baixos | 18  | 10 | 5 | 3 | 2 | 21 | 6  | +15 |
| 3   | Ucrânia       | 17  | 10 | 5 | 2 | 3 | 18 | 12 | +6  |
| 4   | Escócia       | 14  | 10 | 4 | 2 | 4 | 13 | 13 | 0   |
| 5   | Letónia       | 4   | 10 | 0 | 4 | 6 | 5  | 18 | −13 |
| 6   | Andorra       | 3   | 10 | 0 | 3 | 7 | 1  | 28 | −27 |

|               | AND | SCO | ENG | LVA | NED | UKR |
| ------------- | --- | --- | --- | --- | --- | --- |
| Andorra       |     | 1–1 | 0–1 | 0–0 | 0–1 | 0–6 |
| Escócia       | 3–0 |     | 0–2 | 1–1 | 2–0 | 0–2 |
| Inglaterra    | 7–0 | 3–1 |     | 3–0 | 0–0 | 2–1 |
| Letónia       | 0–0 | 0–2 | 1–2 |     | 0–3 | 1–1 |
| Países Baixos | 8–0 | 1–2 | 1–1 | 3–0 |     | 3–0 |
| Ucrânia       | 1–0 | 3–1 | 0–2 | 3–2 | 1–1 |     |

## Partidas
| 10 de junho de 2017 | Letónia | 0 – 0     | Andorra | Zemgales Olympic Centre, Jelgava |
| 17:00               |         | Relatório |         | Árbitro: SMR Barbeno Luca        |

| 1 de setembro de 2017 | Letónia     | 1 – 1     | Ucrânia    | Zemgales Olympic Centre, Jelgava |
| 16:30                 | Uldriķis 9' | Relatório | Lednev 22' | Árbitro: NIR Tim Marshall        |

| 1 de setembro de 2017 | Países Baixos | 1 – 1     | Inglaterra        | Stadion De Vijverberg, Doetinchem |
| 18:00                 | Ramselaar 32' | Relatório | Calvert-Lewin 20' | Árbitro: NOR Ola Hobber Nilsen    |

| 5 de setembro de 2017 | Andorra | 0 – 6     | Ucrânia                                                                                | Estadi Comunal, Andorra-a-Velha |
| 18:00                 |         | Relatório | Bilenkyi 29' · Zotko 37' (pen), 88' · Mysyk 43' (pen) · Pikhalonok 58' · Boryachuk 86' | Árbitro: BEL Nicolas Laforge    |

| 5 de setembro de 2017 | Escócia                | 2 – 0     | Países Baixos | St Mirren Park, Paisley     |
| 20:30                 | Burke 62' · Mallan 79' | Relatório |               | Árbitro: SVN Rade Obrenović |

| 5 de setembro de 2017 | Inglaterra                          | 3 – 0     | Letónia | Dean Court, Bournemouth        |
| 20:45                 | Gray 13' · Abraham 35' · Palmer 70' | Relatório |         | Árbitro: CYP Vasilis Dimitriou |

| 6 de outubro de 2017 | Países Baixos                                    | 3 – 0     | Letónia | Stadion De Vijverberg, Doetinchem |
| 18:00                | Idrissi 17' · Bergwijn 35' · Ramselaar 45' (pen) | Relatório |         | Árbitro: FIN Dennis Antamo        |

| 6 de outubro de 2017 | Inglaterra                                   | 3 – 1     | Escócia    | Riverside, Middlesbrough           |
| 20:45                | Onomah 14' · Abraham 49' (pen) · Solanke 79' | Relatório | Cadden 78' | Árbitro: ESP Juan Martinez Munuera |

| 10 de outubro de 2017 | Ucrânia             | 1 – 1     | Países Baixos | Obolon, Kiev               |
| 17:00                 | Kovalenko 29' (pen) | Relatório | Kluivert 63'  | Árbitro: EST Kristo Tohver |

| 10 de outubro de 2017 | Letónia | 0 – 2     | Escócia                  | Daugava, Liepāja         |
| 17:00                 |         | Relatório | Burke 16' · McBurnie 19' | Árbitro: CRO Mario Zebec |

| 10 de outubro de 2017 | Andorra | 0 – 1     | Inglaterra | Estadi Comunal, Andorra-a-Velha    |
| 18:00                 |         | Relatório | Davies 52' | Árbitro: GRE Anastasios Papapetrou |

## Artilheiros
2 gols (4)
- ENG Tammy Abraham
- NED Bart Ramselaar
- SCO Oliver Burke
- UKR Ivan Zotko

1 gol (19)
- ENG Dominic Calvert-Lewin
- ENG Tom Davies
- ENG Demarai Gray
- ENG Josh Onomah
- ENG Kasey Palmer
- ENG Dominic Solanke
- LVA Roberts Uldriķis
- NED Steven Bergwijn
- NED Oussama Idrissi
- NED Justin Kluivert
- SCO Oliver Burke
- SCO Stevie Mallan
- SCO Oliver McBurnie
- UKR Stanislav Bilenkyi
- UKR Andriy Boryachuk
- UKR Viktor Kovalenko
- UKR Bogdan Lednev
- UKR Maryan Mysyk
- UKR Oleksandr Pikhalyonok